# Řád svatého Ruperta
Řád svatého Ruperta, či Rupertův řád (německy St. Rupertus-Orden nebo Rupertusorden des Hauses Thun) je katolický řád založený v Salcburku na počátku 18. století. Jeho založení inicioval salcburský arcibiskup Jan Arnošt z Thunu-Hohenštejna.

## Historie
Založení řádu k poctě svatého Ruperta, patrona Salcburského opatství inicioval kníže-arcibiskup Jan Arnošt na zasedání 12. května 1701 a následně z vlastních zdrojů štědře dotoval jeho provoz. 23. srpna 1701 byl řád potvrzen císařem. 
Zpočátku byl určen pro mladé šlechtické děti ze Salcburského knížectví. Původní dotace obnášela 20 000 florinů z arcibiskupova majetku, k tomu 40 000 florinů ze zemské pokladny, dále zámek a panství Emsburg ke zřízení komendy, devítina z výnosů železného dolu v Keindlsprung v Lungau, pozemky s hostincem a kovárnou, statky, desátky, pastvina pro dobytek, základní kapitál 2000 florinů ad. 